# اوندین (فیلم)
اوندین (به انگلیسی: Ondine) فیلمی محصول سال ۲۰۰۹ و به کارگردانی نیل جردن است. در این فیلم بازیگرانی همچون کالین فارل، آلیتسیا باخلدا-تسروش، تونی کارن، استیون ری، امیل هشتینا و نیل جردن ایفای نقش کرده‌اند.